# Fenylthiocarbamide
Fenylthiocarbamide, meestal afgekort tot PTC (vanuit het Engelse phenylthiocarbamide), is een organische verbinding die ofwel als zeer bitter smakend ofwel als smaakloos wordt ervaren. Deze smaakervaring is genetisch bepaald. De mogelijkheid PTC te proeven wordt bepaald door een dominant gen. De test waarbij vastgesteld wordt of iemand in staat is PTC te proeven, is bij mensen een van de meest uitgevoerde genetische testen.
Ongeveer 70% van alle mensen is in staat PTC te proeven, maar de verschillen tussen bevolkingsgroepen zijn groot. Bij inheemse bewoners van Nieuw-Guinea en Australische Aborigines is dit slechts 58%, voor oorspronkelijke bewoners van de Amerika's geldt dat tot 98% van hen PTC proeft. Aangetoond is dat niet-rokers en diegenen die niet gewend zijn koffie of thee te drinken een hoger dan gemiddelde kans hebben PTC te kunnen proeven. PTC komt niet in voedsel voor, maar verwante verbindingen wel. Voedselkeuze is gerelateerd aan de mogelijkheid PTC te proeven. Ten aanzien van het verschil tussen mannen en vrouwen om PTC te kunnen proeven bestaan tegenstrijdige resultaten in studies.

## Geschiedenis
Het verschijnsel dat de proefbaarheid van PTC een genetische basis had, werd in 1931 letterlijk per ongeluk ontdekt toen een chemicus bij DuPont, Arthur Fox, een wolk fijn poederig PTC uit een opstelling liet ontsnappen. Een ook in de ruimte werkende collega klaagde over de bittere smaak, terwijl Dr Fox, die veel dichter bij de opstelling stond en dus een veel grotere hoeveelheid binnen gekregen moest hebben, zelf niets proefde. Fox ging vervolgens de smaakgewaarwording van PTC testen op vrienden en bekenden, daarmee de basis leggend voor toekomstige genetica-onderzoeken. De genetische correlatie was zo duidelijk dat wel of niet kunnen proeven van PTC, voordat DNA daarvoor gebruikt kon worden, als vaderschapstest gebruikt is.

## Rol in het smaak/eetpatroon
Er bestaat een groot aantal studies dat de relatie aantoont tussen de mogelijkheid PTC-achtige verbindingen en voedingsgewoonten. Veel van dit werk maakt gebruik van 6-propyl-2-thiouracil (PROP), een aan PTC verwante, maar minder giftige, verbinding.

## Genetica
Er zijn drie SNP's in het gen waardoor de eiwitsynthese op basis van het gen geblokkeerd wordt. Er is nog discussie ten aanzien van dominantie of incomplete dominatie voor dit gen. Iedereen met een enkele werkende kopie van het gen kan het bijbehorende eiwit maken en PTC proeven. Sommige studies geven aan dat homozygote mensen een intensere smaakervaring hebben dan heterozygote proefpersonen; andere studies wijzen meer in de richting van een tweede gen dat de intensiteit van de smaakervaring stuurt.